# Mecicobothrium
Mecicobothrium är ett släkte av spindlar. Mecicobothrium ingår i familjen Mecicobothriidae.
Kladogram enligt Catalogue of Life:
| Mecicobothrium | \| \| Mecicobothrium baccai \| \| \| \| \| \| Mecicobothrium thorelli \| \| \| \| |
|                | \| \| Mecicobothrium baccai \| \| \| \| \| \| Mecicobothrium thorelli \| \| \| \| |
|                | Hexura                                                                            |
|                |                                                                                   |
|                | Hexurella                                                                         |
|                |                                                                                   |
|                | Megahexura                                                                        |
|                |                                                                                   |
|                | Mecicobothrium baccai                                                             |
|                |                                                                                   |
|                | Mecicobothrium thorelli                                                           |
|                |                                                                                   |

|  | Mecicobothrium baccai   |
|  |                         |
|  | Mecicobothrium thorelli |
|  |                         |